# 阿切伦萨主教座堂
阿切伦萨圣母升天主教座堂（義大利語：Cattedrale di Santa Maria Assunta e San Canio vescovo）是天主教阿切伦萨总教区的主教座堂，位于意大利巴西利卡塔大区阿切伦萨。该堂始建于1059年，1080年祝圣。1281年重建为罗曼式 - 哥特式。

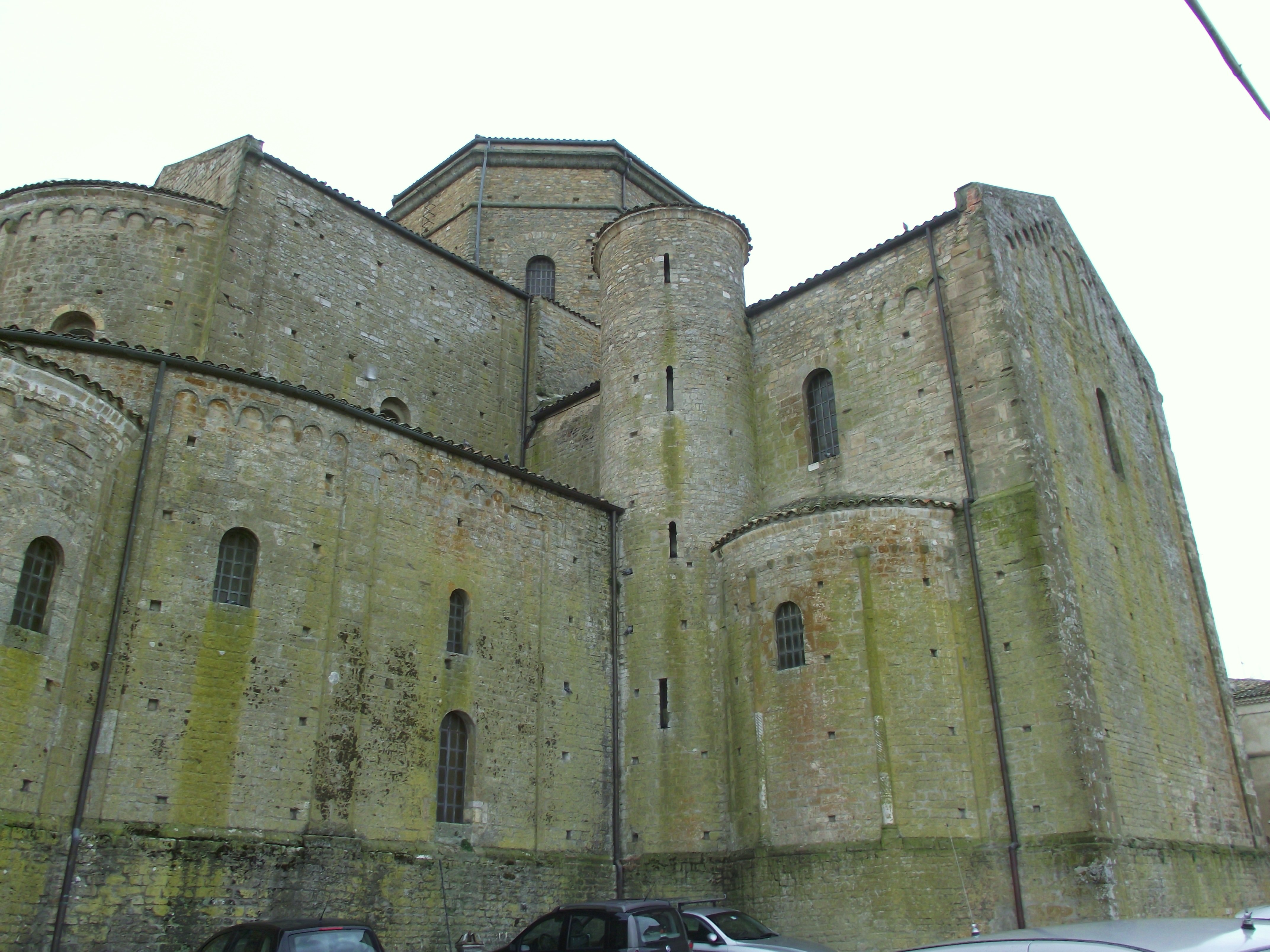
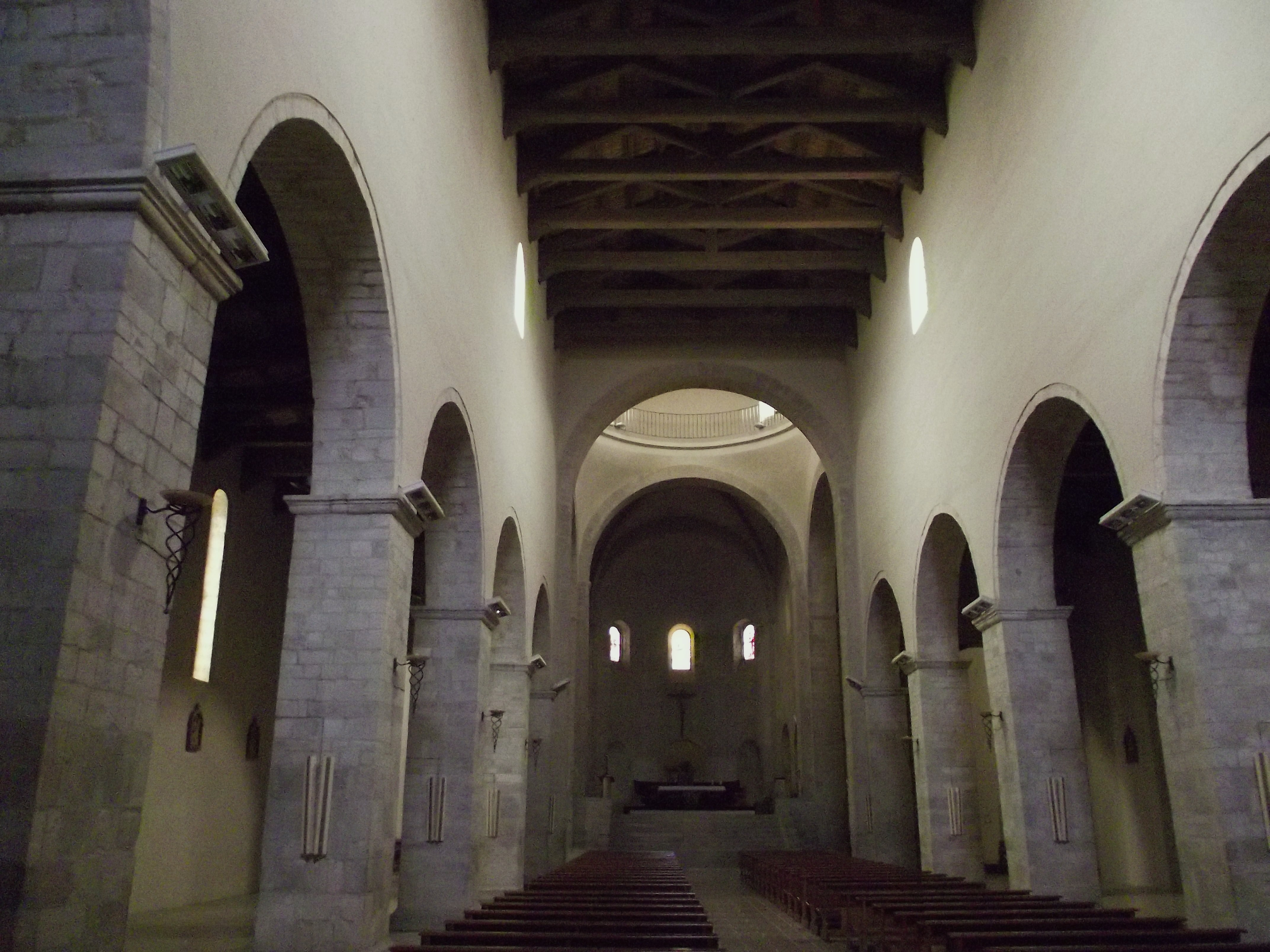
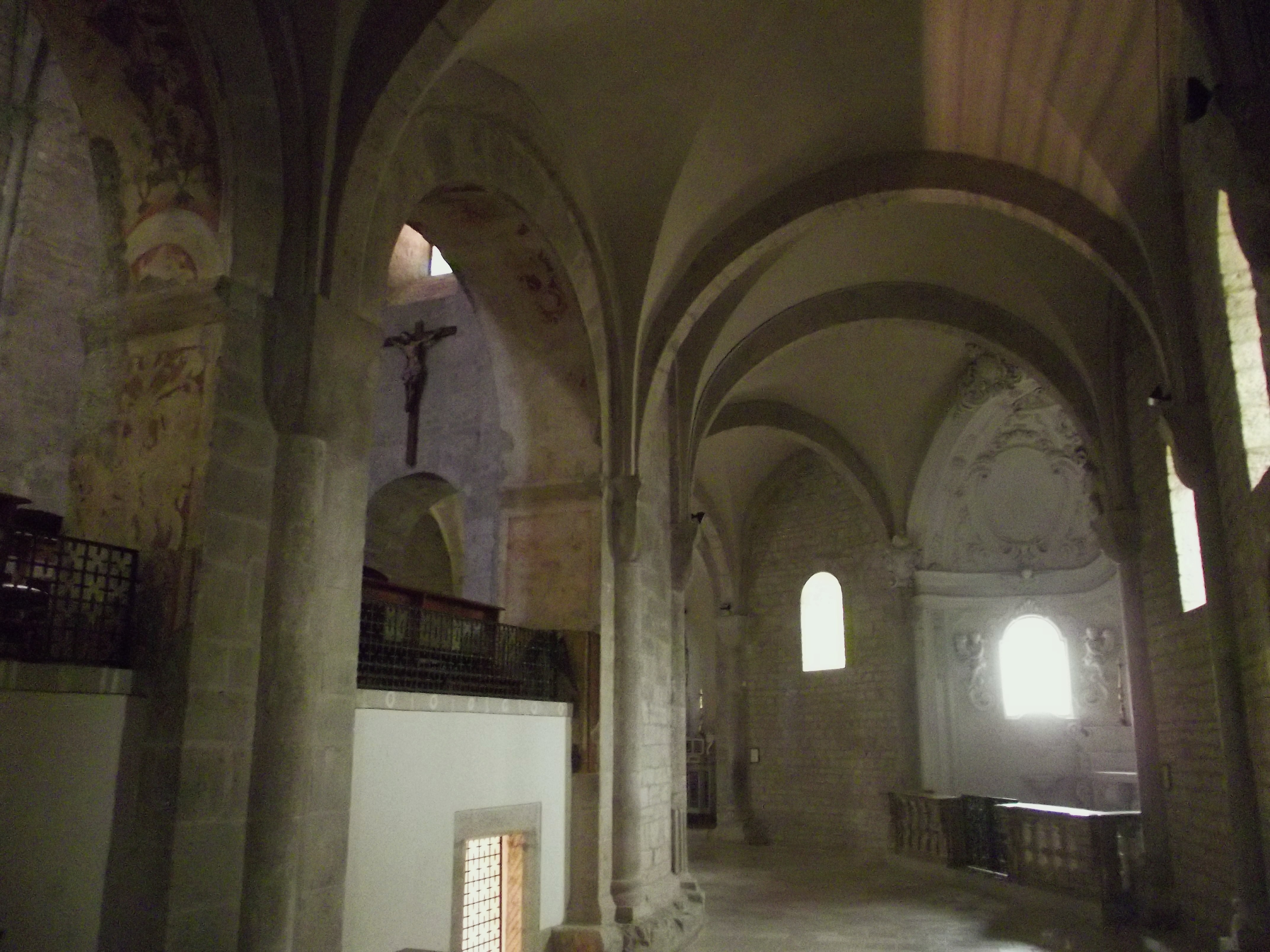
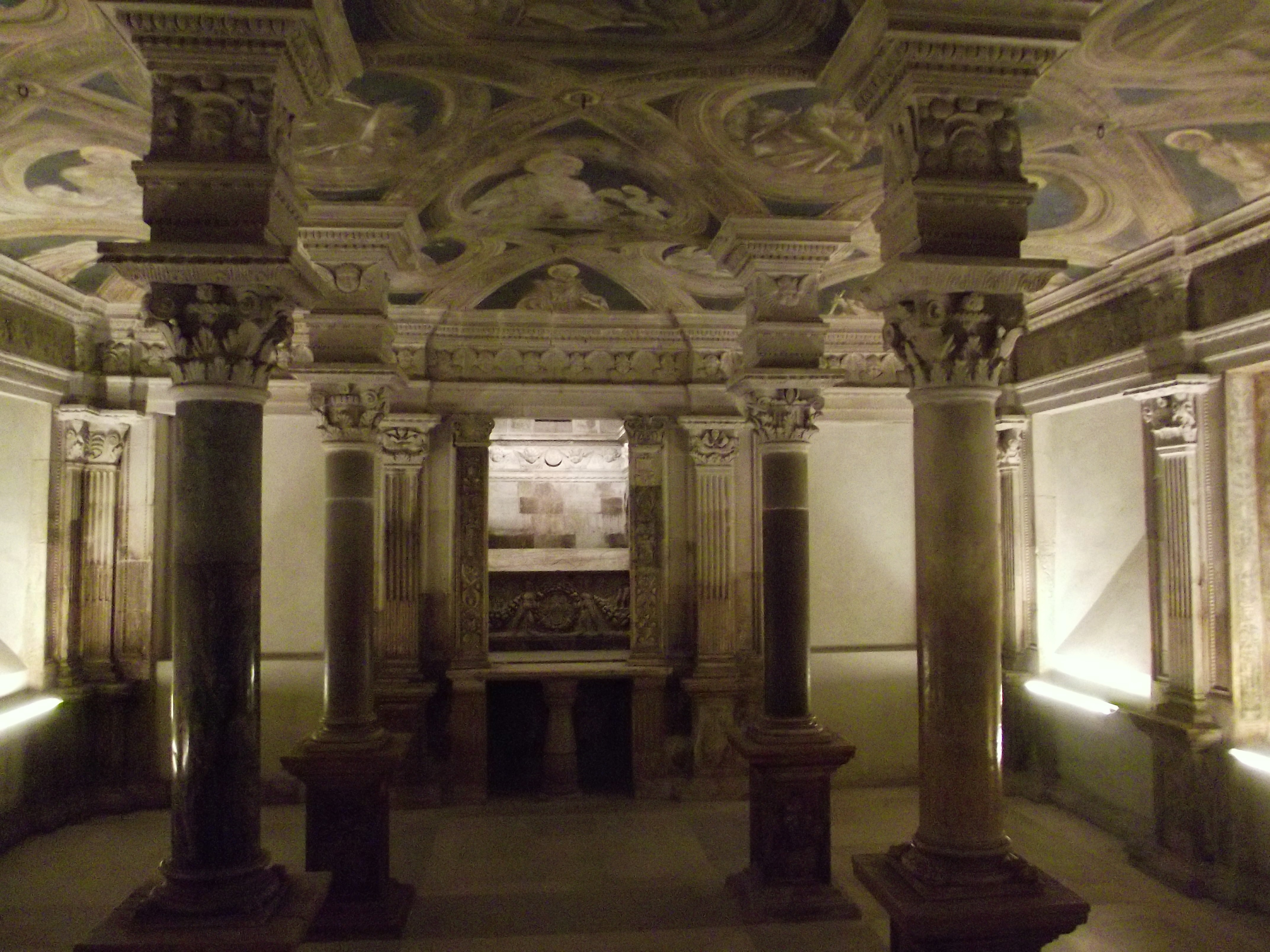

1954年，庇护十二世将其升格为宗座圣殿。